# 1968 dans les chemins de fer
Chronologie des chemins de fer
1967 dans les chemins de fer - 1968 - 1969 dans les chemins de fer

## Évènements
- Royaume-Uni : fermeture de la gare de Heeley à Sheffield en juin. Le 11 août, fin officielle de la traction à vapeur. Le 14 octobre, ouverture de la nouvelle gare d'Euston à Londres par la reine Élisabeth II.
- France : mise à l'écartement standard de la ligne à voie métrique Carhaix - Guingamp du Réseau breton.
- République Fédérale d'Allemagne: mise en place de la nouvelle numérotation du matériel roulant.